# 沙米尼
沙米尼（法語：Chamigny，法語發音：[ʃamiɲi] ⓘ）是法国塞纳-马恩省的一个市镇，属于莫城区。

## 地理
沙米尼（48°58'25"N, 3°9'5"E）面积14.22 平方千米，位于法国法蘭西島大區塞纳-马恩省，该省份为法国北部内陆省份，北起瓦兹省，西接埃松省、马恩河谷省、塞纳-圣但尼省和瓦兹河谷省，南至卢瓦雷省，东南接约讷省，东临马恩省和奥布省，东北接埃纳省。
与沙米尼接壤的市镇（或旧市镇、城区）包括：布里地区勒伊、圣奥尔德、唐克鲁、马恩河畔于西、科什雷勒、迪西、拉费泰苏茹阿尔、热涅、吕藏西。
沙米尼的时区为UTC+01:00、UTC+02:00（夏令时）。

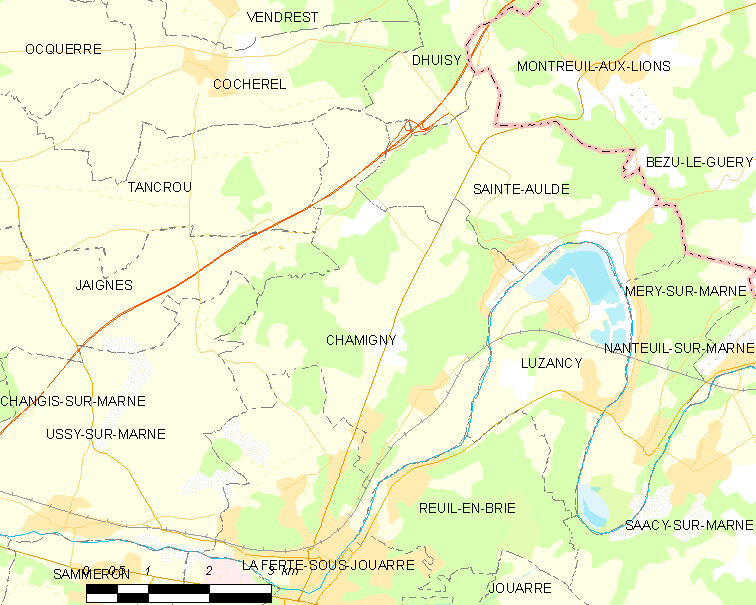
沙米尼的OSM定位图

## 行政
沙米尼的邮政编码为77260，INSEE市镇编码为77078。

## 政治
沙米尼所属的省级选区为拉费泰苏茹阿尔县。

## 人口

1962-2008年间沙米尼人口变化图示

沙米尼于2022年1月1日时的人口数量为1431人。